# Zone de protection paysagère du Vértes
La zone de protection paysagère du Vértes (hongrois : Vértesi Tájvédelmi Körzet, prononcé [ˈveːɾtɛʃi ˈtaːjveːdɛlmi ˈkøɾzɛt]) est une aire protégée située à proximité de Tatabánya et dont le périmètre est géré par le parc national Duna-Ipoly. Cette zone s'étend aux monts du Vértes.
C'est une zone importante pour la conservation des oiseaux depuis 2002.